# Thelma & Louise (soundtrack)
Thelma & Louise is de originele soundtrack van de  gelijknamige film uit 1991. Het album werd uitgebracht op 30 april 1991 door MCA Records.

## Original Motion Picture Soundtrack
De soundtrack Thelma & Louise met de ondertitel Original Motion Picture Soundtrack bevat muziek van diverse artiesten die zijn gebruikt in de film en de vier minuten durende Main Title van Hans Zimmer.

### Nummers
| Nr. | Titel                                            | Duur |
| --- | ------------------------------------------------ | ---- |
| 1   | Part of Me, Part of You – Glenn Frey             | 5:59 |
| 2   | Badlands – Charlie Sexton                        | 5:34 |
| 3   | House of Hope – Toni Childs                      | 4:51 |
| 4   | I Can't Untie You from Me – Grayson Hugh         | 4:59 |
| 5   | Better Not Look Down – B.B. King                 | 4:13 |
| 6   | Little Honey – Kelly Willis                      | 4:43 |
| 7   | Kick the Stones – Chris Whitley                  | 3:51 |
| 8   | Wild Night – Martha Reeves                       | 3:18 |
| 9   | Tennessee Plates – Charlie Sexton                | 3:30 |
| 10  | The Ballad of Lucy Jordan – Marianne Faithfull   | 4:06 |
| 11  | Thunderbird – Hans Zimmer featuring Pete Haycock | 4:03 |

## Original MGM Motion Picture Soundtrack
Een tweede soundtrack van Thelma & Louise met de ondertitel Original MGM Motion Picture Soundtrack werd in een limited edition van 1200 exemplaren uitgebracht op 4 oktober 2011 door Kritzerland. Het album bevat alleen de volledige filmmuziek, gecomponeerd en geproduceerd door Hans Zimmer. Het album bevat ook blues invloeden, met gitarist Pete Haycock op de slidegitaar, steelgitaar en banjo.
Op 31 januari 2017 bracht het label Notefornote Music het album opnieuw uit, met dezelfde tracklijst, maar met een nieuwe albumhoes en ondertitel: Original MGM Motion Picture Score en wederom in een beperkte oplage (1000 exemplaren).

### Nummers
| Nr. | Titel                                           | Duur |
| --- | ----------------------------------------------- | ---- |
| 1   | Going to Mexico                                 | 2:12 |
| 2   | JD                                              | 3:23 |
| 3   | The Hell With Texas                             | 1:12 |
| 4   | Happy Birthday Lady / Picking Up JD / Oilfields | 2:18 |
| 5   | Watching Him Go / Ride of the FBI               | 1:26 |
| 6   | Louise's Theme                                  | 2:45 |
| 7   | Giving Up / Suck My Dick                        | 3:38 |
| 8   | Getting Out of State                            | 1:32 |
| 9   | I Got a Knack                                   | 2:06 |
| 10  | Charged With Murder                             | 3:01 |
| 11  | Learning from TV                                | 0:45 |
| 12  | Chase / You've Always Been Crazy                | 7:54 |
| 13  | Thelma & Louise / End Credits                   | 3:57 |
| 14  | Main Title (Film Version), Bonus track          | 2:01 |

## Bezetting

### Musici
- Nathan East - Basgitaar
- Bruce Gaitsch - Akoestische gitaar
- Pete Haycock - Slidegitaar, steelgitaar en banjo
- Paul Jackson Jr. - Rhythmgitaar
- Greg Phillinganes - Keyboard (additioneel)
- John Robinson - Drums
- Michael Thompson - Elektrische gitaar
- John Van Tongeren - Keyboard
- Hans Zimmer - Keyboard

### Vocalisten
- Brenda White King
- Cindy Mizelle
- Fonzi Thornton
- Jim Gilstrap
- Lisa Fischer
- LynnDavis
- Phillip Ingram
- Tawatha Agee

## Prijzen en nominaties
| Jaar | Prijs       | Categorie        | Genomineerde(n) | Uitslag     |
| ---- | ----------- | ---------------- | --------------- | ----------- |
| 1992 | BAFTA Award | Beste filmmuziek | Hans Zimmer     | Genomineerd |